# Požáry (film)
Požáry (v originále Incendies) je kanadské francouzskojazyčné filmové drama z roku 2010. Snímek je adaptací stejnojmenné divadelní hry z roku 2003 libanonského dramatika narozeného v Montrealu, Wajdi Mouawada.
Režisér filmu Denis Villeneuve na projektu pracoval od roku 2004. Mnozí kritici snímek považují za jeho nejlepší dílo.[zdroj⁠?!] V roce 2011 byl film nominovaný na Oscara za nejlepší cizojazyčný film a získal i několik ocenění na národní úrovni. Villeneuvovo vizuálně působivé dílo přináší zvláštní příběh o rodinném tajemství, které je klasickou tragédií přenesenou do dnešních dob. Příběh s místy dusivou atmosférou je podbarvený tklivou hudbou skupiny Radiohead.

## Děj
Po smrti své matky se dvojčata Simon a Jeanne u notáře dozvídají, že mají staršího bratra a jejich otec stále žije. Vypraví se hledat své kořeny na Střední východ, kde ve fiktivní arabské zemi zjišťují, že osudy jejich rodiny byly určovány náboženskými a politickými konflikty v regionu.